# Cyropédie
La Cyropédie est une biographie romancée du souverain perse Cyrus II, rédigée autour de 370 av. J.-C. par Xénophon. Le titre latinisé Cyropaedia dérive du grec ancien : Κύρου παιδεία / Kúrou paideía signifiant « L’Éducation de Cyrus ».
Aulu-Gelle rapporte dans ses Nuits Attiques que les deux premiers livres de La République de Platon furent d’abord édités seuls et que Xénophon y opposa la Cyropédie. La Cyropédie a été imitée au Moyen Âge comme modèle du genre miroirs des princes. Elle a influencé Machiavel, qui rejetait cependant le modèle médiéval. La Cyropédie, comme Le Prince, n'était pas toutefois nécessairement destinée à décrire le gouvernant idéal. En substance, la Cyropédie décrit « l’éducation du dirigeant idéal, entraîné pour gouverner ses sujets admiratifs et consentants comme un despote bienveillant ».

## Composition de laCyropédie

### Livre 1
Le livre 1 est consacré à l'éducation de Cyrus et à son séjour à la cour de son grand-père maternel, le roi mède Astyage.

### Livres 2-7
Les livres 2 à 7 couvrent la vie de Cyrus et l'établissement de son empire.

### Livre 8
Le livre 8 est une description du royaume de Cyrus, de ses vues sur la monarchie, et de l'effondrement de son empire.